# Marauri
Marauri es una localidad del municipio burgalés de Condado de Treviño, en la Comunidad Autónoma de Castilla y León (España). 
La iglesia está dedicada a La Asunción.

## Localidades limítrofes
Confina con las siguientes localidades:
- Al norte con Aguillo.
- Al este con Saseta.
- Al sur con Ogueta.
- Al suroeste con Saraso.
- Al noroeste con Imiruri.

## Demografía
Evolución de la población
| Gráfica de evolución demográfica de Marauri entre 2000 y 2017      |
|                                                                    |
| Población de derecho (2000-2017) según el padrón municipal del INE |

## Historia
Así se describe a Marauri en el tomo XI del Diccionario geográfico-estadístico-histórico de España y sus posesiones de Ultramar, obra impulsada por Pascual Madoz a mediados del siglo XIX:

Aldea en la provincia, audiencia territorial y capitanía general de Burgos (14 leguas), diócesis de Calahorra (16), partido judicial de Miranda de Ebro (3 ½) y ayuntamiento de Treviño (1 ½). Situada casi al centro del condado de dicho Treviño, donde la combaten todos los vientos, siendo su clima sano y las enfermedades más comunes las estacionales. Tiene 10 casas; 1 escuela a la que asisten 12 niños, cuyo maestro disfruta la dotación de 16 fanegas de trigo; 1 fuente en el pueblo y otra en el término, ambas de mediana calidad; 1 iglesia parroquial (la Asunción) servida por 1 cura párroco y 1 sacristán; 1 cementerio contiguo a la misma iglesia y últimamente, 1 ermita (San Pedro), distante ¼ de hora O de la población. Confina el término N Aguillo; E Saseta; S Oqueta y O Sarasa. El terreno es de mediana clase, y en él se ve un monte poblado de robles y encinas. Caminos: los que dirigen a los pueblos limítrofes. La correspondencia se recibe de Treviño. Producciones: trigo, centeno, cebada, avena, menucias y legumbres; ganado lanar, cabrío, yeguar, de cerda y vacuno de labor; y caza de perdices y palomas. Industria: la agrícola. Población: 7 vecinos, 26 almas. Capital productivo: 12.000 reales. Imponible: 413.
Diccionario geográfico-estadístico-histórico de España y sus posesiones de Ultramar